# Malcolm Forbes
Malcolm Stevenson Forbes (New York, Brooklyn, 19 agosto 1919 – Far Hills, 24 febbraio 1990) è stato un editore statunitense.

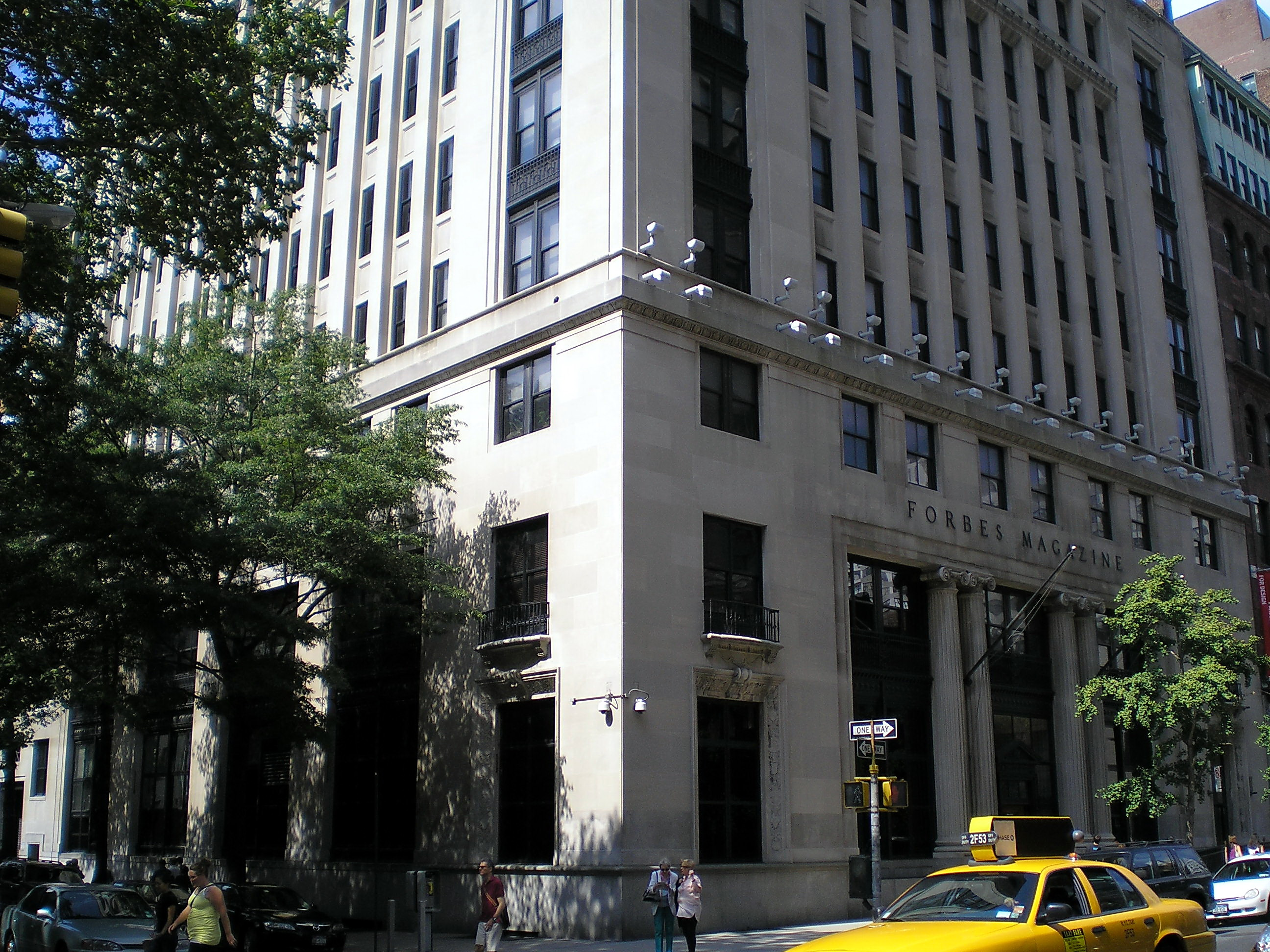
Quartier generale del Forbes Magazine

Diresse la rivista Forbes, fondata da suo padre B. C. Forbes e oggi gestita da suo figlio Steve Forbes.

## Biografia
Sua madre era Adelaide Stevenson. 
Malcom ha studiato alla Lawrenceville School ed alla Princeton University.
Entrato in politica nel 1949, con il Partito Repubblicano, fu nel Senato del New Jersey dal 1951 al 1957 e candidato a Governatore del New Jersey, 
si dedicò alla rivista a tempo pieno dal 1957, tre anni dopo la morte del padre.
Dopo la morte di suo fratello Bruce Charles Forbes nel 1964, acquisì il controllo esclusivo della società.
La rivista è cresciuta costantemente sotto la sua leadership, ed egli ha diversificato le sue attività nel settore immobiliare e in altre imprese.
Uno dei suoi ultimi progetti fu la rivista Egg, che racconta la vita notturna di New York (il titolo non ha niente a che fare con la famosa raccolta di Uova Fabergé di Forbes).